# 千丈村
千丈村（せんじょうむら）は、愛媛県西宇和郡にあった村。現在の八幡浜市の東部、予讃線・千丈駅の周辺にあたる。

## 地理
- 山岳：鞍掛山
- 河川：千丈川

## 歴史
- 1889年（明治22年）12月15日 - 町村制の施行により、松柏村・郷村・川之内村の区域をもって発足。
- 1935年（昭和10年）2月11日 - 八幡浜町・神山町・舌田村と合併して八幡浜市が発足。同日千丈村廃止。

## 交通

### 鉄道路線
現在は旧村域に予讃線の千丈駅が所在するが、当時は未開業。